# Diapheromera petita
Diapheromera petita är en insektsart som beskrevs av Joyce Winifred Vickery 1997. Diapheromera petita ingår i släktet Diapheromera och familjen Diapheromeridae. Inga underarter finns listade i Catalogue of Life.